# پالمونا پارک (فلوریدا)
پالمونا پارک (به انگلیسی: Palmona Park) یک منطقهٔ مسکونی در ایالات متحده آمریکا است که در شهرستان لی، فلوریدا واقع شده‌است. پالمونا پارک ۲٫۱ کیلومتر مربع مساحت و ۱٬۳۵۳ نفر جمعیت دارد و ۳ متر بالاتر از سطح دریا قرار دارد.